# Protz und Ehret

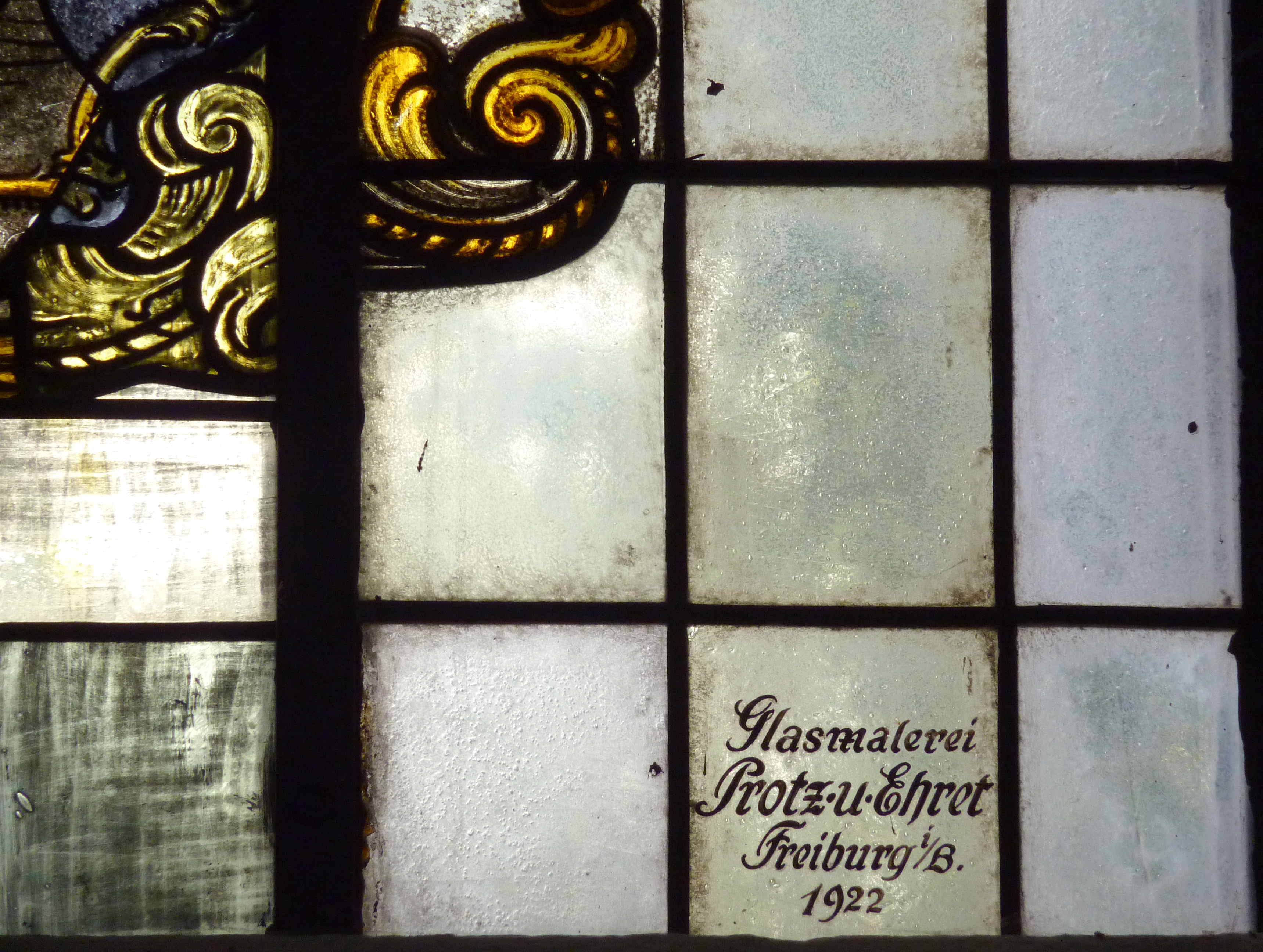
Signatur auf einem Fenster in St. Gordian und Epimachus, Watterdingen

Protz und Ehret war eine Glasmalereiwerkstatt in Freiburg im Breisgau.
Alfred Protz war ein Mitarbeiter von Fritz Geiges, der sich 1901 selbständig machte und zunächst Verglasungen für Profanbauten herstellte. 1911 tat er sich mit Armand Ehret, der seit 1882 bei Helmle & Merzweiler gearbeitet hatte, als Firma Protz und Ehret. Werkstätten für Glasmalerei und Bleiverglasung an der Rotlaubstr. 13 zusammen. Das Unternehmen löste Helmle & Merzweiler bald als führende Werkstätte in Freiburg ab und stellte Glasmalereien für mehr als 130 Kirchen vorwiegend in Südbaden her. Es arbeitete vornehmlich nach Entwürfen von außerhalb tätigen Künstlern und bestand bis in die 1930er-Jahre.

## Werke
- 1911/12, Friedenweiler, St. Johannes Baptist
- 1912 Ehrenstetten, St. Georg, zwei Chorfenster
- 1911/13 Friesenheim, St. Laurentius (Entwurf W. Füglister)
- 1914–1918 Bonndorf, St. Peter und Paul, mindestens vier Fenster
- 1917 Wasenweiler
- 1920 Waltershofen
- 1921 Durlach, St. Peter und Paul
- 1922 Watterdingen, St. Gordian und Epimachus
- 1922/23 Weilheim
- 1926 Bühl, Burgstübchen zum Ochsen, Fester mit Hl. Elisabeth
- 1929 Efringen, Lutherkirche (Entwurf A. Ludwig), 2 Fenster

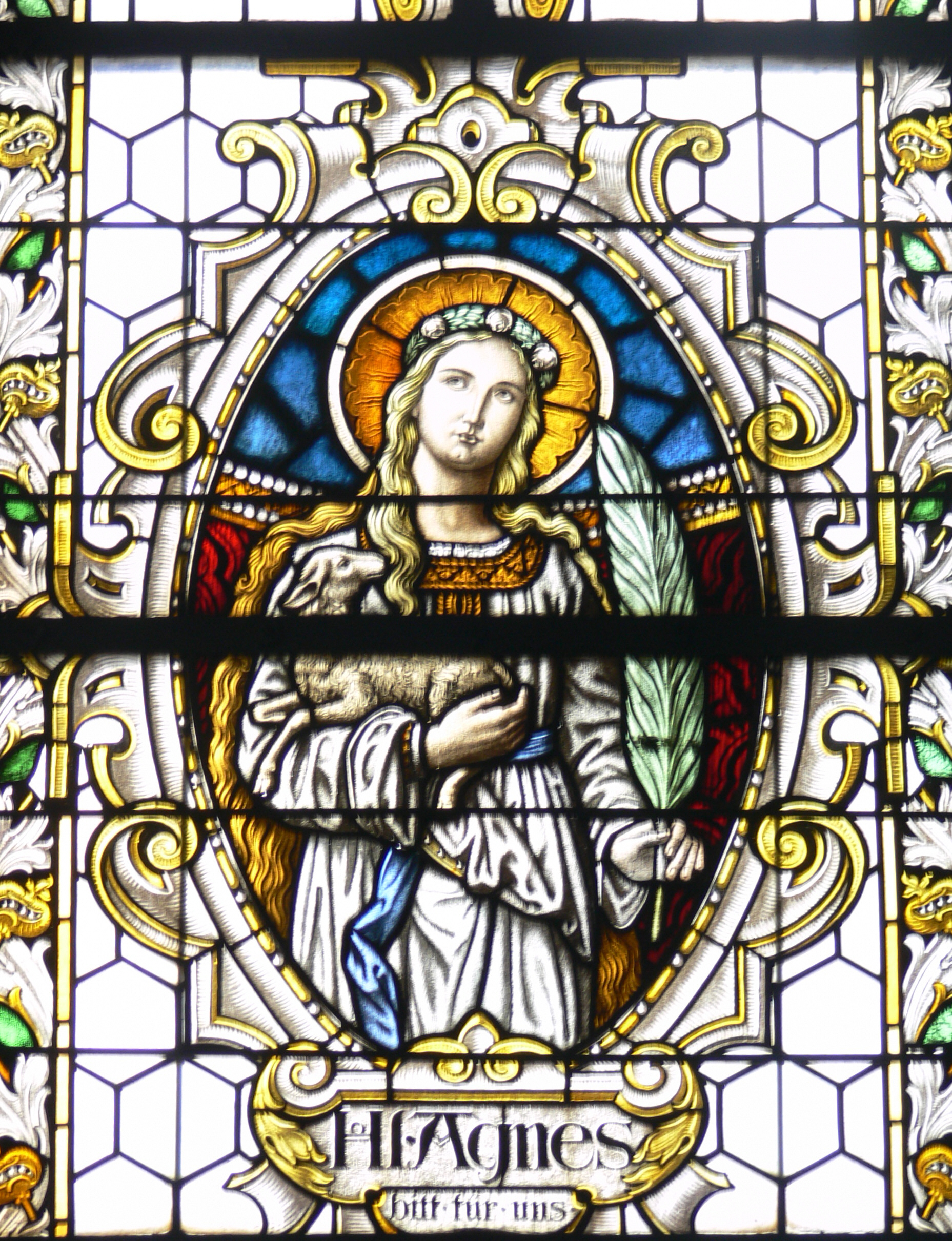
Friedenweiler, St. Johann Baptist, Fenster mit Hl. Agnes
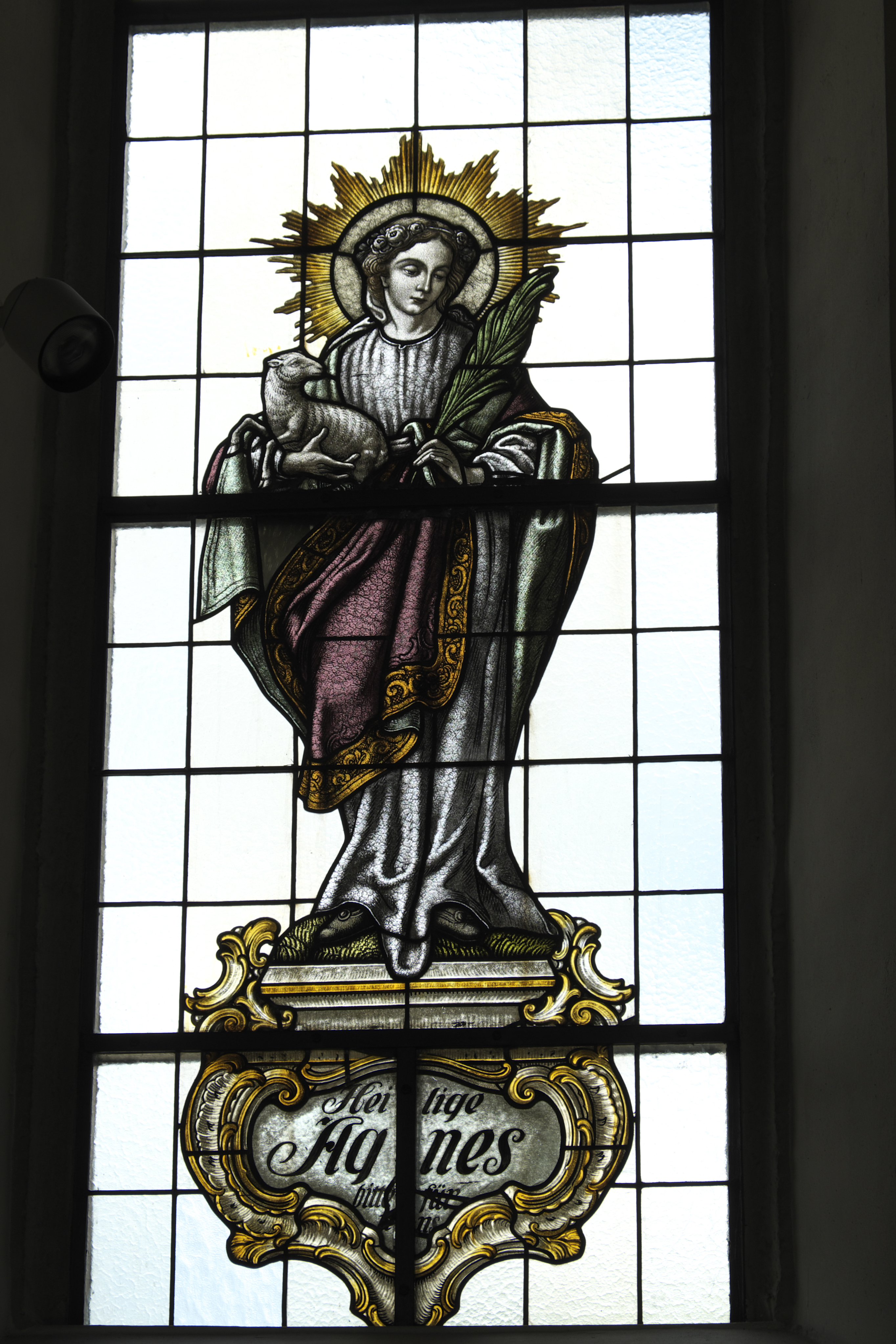
Watterdingen, St. Gordian und Epimachius, Fenster mit Hl. Agnes
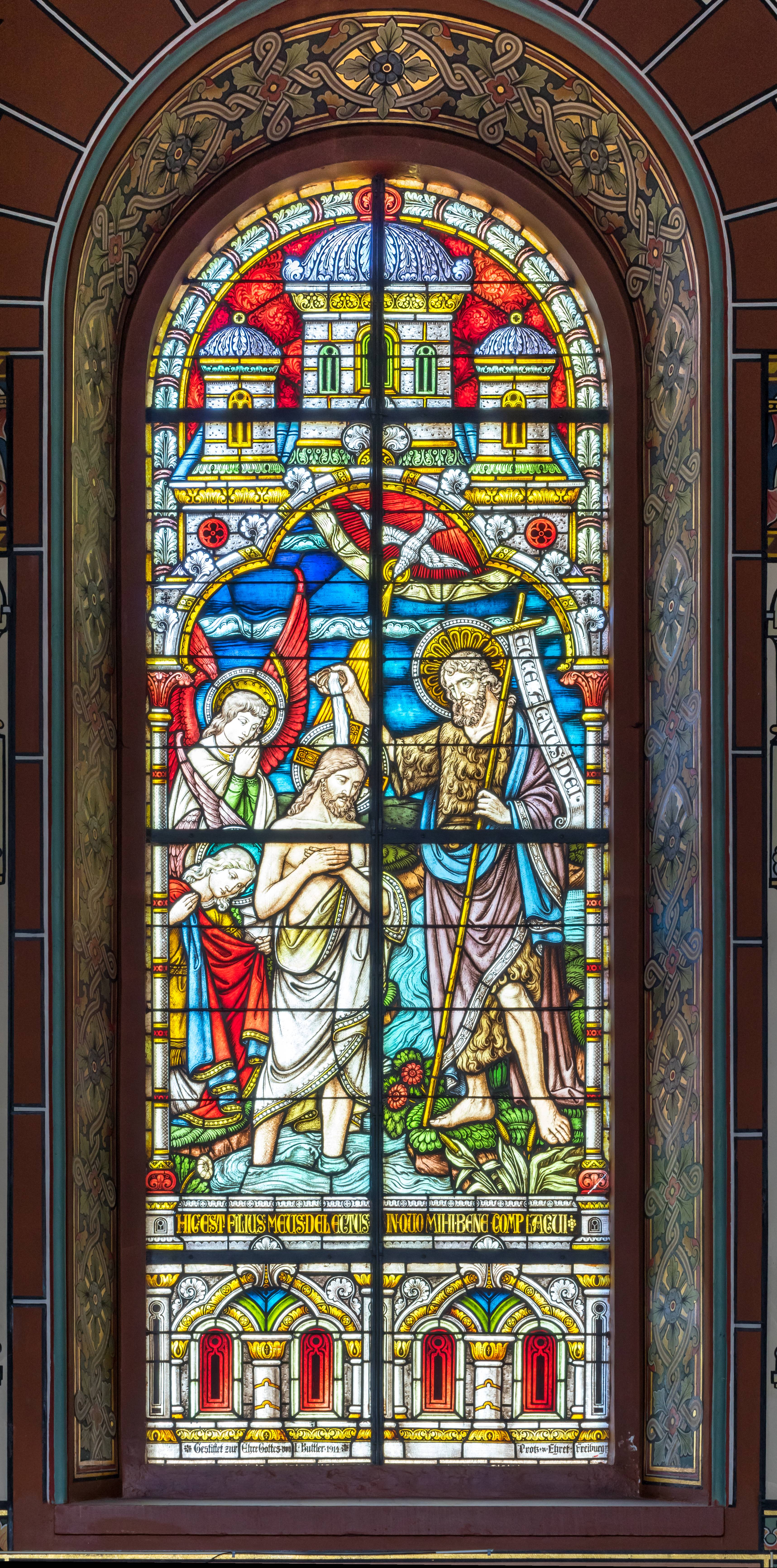
Bonndorf, St. Peter und Paul, Fenster mit der Taufe Jesu (1914)